# Ana Sofia Reboleira
Ana Sofia P. S. Reboleira, (Caldas da Rainha, 1980) é uma bióloga, entomóloga, espeleóloga portuguesa e professora universitária, especializada em biologia subterrânea. Doutorada em biologia, mestrada em gestão de ecossistemas, ecologia e biodiversidade, e licenciada em biologia pela Universidade de Aveiro, é conhecida por ter descoberto mais de 70 espécies, quase todas cavernícolas e desconhecidas mundialmente até então.
Atualmente trabalha como professora auxiliar no Departamento de Biologia Animal da Faculdade de Ciências da Universidade de Lisboa, além de ser investigadora no Museu de História Natural da Dinamarca e no Centro de Ecologia, Evolução e Alterações Ambientais, após ter sido presidente do Núcleo de Espeleologia da Universidade de Aveiro, vice-presidente da Sociedade Internacional de Biologia Subterrânea e membro da Comissão Europeia de Proteção de Cavidades da Federação Europeia de Espeleologia, afora ter sido editora convidada para a Secção de Sociedade e Ciência na edição comemorativa dos 148 anos do Diário de Notícias, com direcção de Gonçalo M. Tavares.
Tem participado regularmente de expedições espeleológicas por todo o mundo, incluindo na gruta Krubera-Vorónia, situada no Cáucaso Ocidental, onde descobriu e descreveu uma comunidade de seres invertebrados subterrâneos que sobrevivem em um dos ambientes mais profundos do planeta. As suas principais publicações encontram-se no âmbito da biologia subterrânea e da entomologia, dando especial atenção ao estudo sobre a diversidade e ecologia existentes em grutas cársticas e outros habitats subterrâneos.

## Obra

### Descobertas de novas espécies
Ana Sofia Reboleira descobriu e descreveu mais de 70 espécies desconhecidas, incluindo dezassete novos táxons para a ciência, todos eles com a particularidades de exporem troglobiomorfismos, adaptações morfológicas e fisiológicas características da vida subterrânea.
Espécies descobertas em Portugal:
- Trechus gamae, espécie de escaravelho carabídeo das grutas do Planalto de Santo António do Maciço Calcário Estremenho, Portugal, Reboleira & Serrano, 2009
- Trechus lunai, espécie de escaravelho carabídeo das grutas da Serra de Aire, Portugal, Reboleira & Serrano, 2009
- Titanobochica, género de pseudoescorpião, Zaragoza & Reboleira, 2010
- Titanobochica magna, género de pseudoescorpião gigante das grutas do Algarve, Portugal, Zaragoza & Reboleira, 2010
- Trechus tatai, espécie de escaravelho carabídeo das grutas da Serra de Montejunto, Portugal, Reboleira & Ortuño, 2010
- Litocampa mendesi, espécie de diplura campodeído das grutas de Ibne Ammar, Algarve, Portugal Sendra & Reboleira, 2010
- Domene lusitanica, espécie de escaravelho estafilinídeo das grutas da Serra de Sicó, Portugal, Reboleira & Oromí, 2011
- Squamatinia, género de tisanuro, Mendes & Reboleira, 2012
- Squamatinia algharbica, espécie de tisanuro gigante das grutas do Algarve, Portugal, Mendes & Reboleira, 2012
- Lusoblothrus, género de pseudoescorpião, Zaragoza & Reboleira, 2012
- Lusoblothrus aenigmaticus, género de pseudoescorpião subterrâneo das grutas de Ibne Ammar, Algarve, Portugal, Zaragoza & Reboleira, 2012
- Boreviulisoma barrocalense, género de diplópode troglóbio do Algarve, Portugal, Reboleira & Enghoff, 2013
- Acipes bifilum, género de diplópode troglóbio do Algarve, Portugal, Enghoff & Reboleira, 2013
- Acipes machadoi, espécie de diplópode troglóbio do Algarve, Enghoff & Reboleira, 2013
- Roncocreagris borgesi, espécie de pseudoescorpião das grutas de Santiago da Guarda, Portugal, Zaragosa & Reboleira, 2013
- Roncocreagris gepesi, espécie de pseudoescorpião das grutas da Serra de Sicó, Portugal, Zaragosa & Reboleira, 2013
- Roncocreagris occidentalis, espécie de pseudoescorpião das grutas da Serra de Montejunto e do Planalto das Cesaredas, Portugal, Zaragosa & Reboleira, 2013
- Occidenchthonius goncalvesi, espécie de pseudoescorpião das grutas do Algarve, Zaragoza & Reboleira, 2018 [12]
- Occidenchthonius algharbicus, espécie de pseudoescorpião das grutas do Algarve, Zaragoza & Reboleira, 2018 [12]
- Occidenchthonius alandroalensis, espécie de pseudoescorpião das grutas do Alandroal, Zaragoza & Reboleira, 2018[12]
- Occidenchthonius duecensis, espécie de pseudoescorpião da gruta de Soprador do Carvalho, Portugal, Zaragoza & Reboleira, 2018[12]
- Occidenchthonius vachoni, espécie de pseudoescorpião da gruta do maciço calcário de Sicó, em Leiria, em Portugal, Zaragoza & Reboleira, 2018[12]
- Iberoporus pluto, espécie de escaravelho da gruta de Soprador do Carvalho, Portugal, Ribera & Reboleira, 2019[13]

Espécies descobertas além fronteiras:
- Anurida stereoodorata, espécie de colémbolo da Caverna Voronya, Geórgia,
- Deuteraphorura kruberaensis, espécie de colémbolo da Caverna Voronya, Geórgia
- Schaefferia profundisima, espécie de colémbolo da Caverna Voronya, Geórgia
- Plutomurus ortobalaganensis, espécie colémbolo da Caverna Voronya, Geórgia (considerado o animal terrestre a viver a mais metros de profundidade no mundo, tendo sido descoberto a 1980 metros de profundidade)
- Catops cavicis, espécie de escaravelho da Caverna Voronya, Geórgia (considerada a espécie de escaravelho a viver a mais metros de profundidade do mundo)
- Duvalius abyssimus, espécie de escaravelho da Caverna Voronya[14]
- Troglomyces twiterii, espécie de fungo da América do Norte (parasita de milípedes e descoberto através de uma fotografia na rede social Twitter)[7]

## Honras

### Associações
- International Society for Subterranean Biology (SIBIOS-ISSB) – membro do conselho (2012-presente); membro sócio (2008-presente)
- Commission on Ecosystem Management (IUCN) (2008-presente)
- Sociedade Portuguesa de Entomología (SPEN) (2012-presente)
- Núcleo de Espeleologia da Universidade de Aveiro (NEUA) – presidente (2009-2012); membro (1998-presente)
- CAVEX - International Cave Exploration Team (2011-presente)
- European Speleological Federation (FSE) – membro de Comissão (2007-presente)
- European Cave Protection Commission (ECPC/FSE) – secretária (2008-2010); co-editora (2007-presente); representante de Portugal (2007-presente)
- Federação Portuguesa de Espeleológica (FPE) – Membro da junta directiva (2010-2012), secretária do conselho judicial (2008-2010), secretária executiva da Comissão Científica (2007-2010)
- Vulcania - co-editora (2010- presente)
- Guild of Natural Sciense Ilustrators - Portugal Chapter (GNSI-PT) (1999-presente)

### Distinções
A Câmara Municipal de Caldas dá Rainha, cidade natal da pesquisadora, outorgou-lhe a medalha de honra da cidade no dia da cidade, a 15 de maio de 2011.

Em maio de 2008, a Federação Portuguesa de Espeleologia outorgou-lhe a primeira edição do Prémio de Mérito Científico-Espeleológico pelo seu trabalho científico a favor do interassociativismo.

## Abreviatura (zoologia)
A abreviatura Reboleira  emprega-se para indicar a Ana Sofia Reboleira como autoridade na descrição e taxonomia em zoologia.

## Ligações Externas
- TEDxCaldasdaRainha | Ana Sofia Reboleira: Uma viagem às profundezas da Terra
- Ana Reboleira entrevistada pela TSF - A "mulher das cavernas" portuguesa que já descobriu 44 novas espécies
- Pavilhão do Conhecimento | O que faz um cientista: Ana Sofia Reboleira, Bióloga